# Wolf Fang
Studio Wolf Fang - studio zajmujące się głównie projektowaniem oraz wydawaniem gier planszowych.
Studio Wolf Fang ma swoje korzenie w powstałym w 2003 roku Wydawnictwie Wolf Fang P.H. Początkowo specjalizowało się w przygotowywaniu i publikacji polskojęzycznych wersji podręczników do gier fabularnych, kontynuując polską linię Legendy pięciu Kręgów i publikując 7th Sea. Od roku 2004 w wydawnictwie trwały prace nad projektem Crystalicum, pierwszym polskim zintegrowanym zespołem gier, rozgrywających się w tych samych realiach. W ramach projektu ukazały się: fabularyzowany, stylizowany na pamiętnik opis świata gry, płyta z muzyką, kolekcjonerska gra karciana oraz gra fabularna (część w koprodukcji z wydawnictwem Imperium). Począwszy od roku 2006 Wolf Fang podjął pracę nad opracowywaniem i publikacją nowoczesnych gier planszowych. Przez cztery lata ukazało się kilka tytułów, m.in. Kazaam czy Saigo no Kane. W 2010 roku Wydawnictwo Wolf Fang P.H. zawiesiło działalność a ludzie tworzący wydawnictwo skupili się na innych celach. Na początku 2015 roku Wolf Fang P.H. został reaktywowany jako Studio Wolf Fang. Obecnie nowa ekipa tworząca studio, przygotowuje do publikacji gry planszowe i karciane oraz pracuje nad cybermitologicznym uniwersum CyberMythica, w ramach którego jako pierwszy projekt, ma pojawić się gra karciana G.O.D.S.. 